# 1965 van de Kamp
1965 van de Kamp (2521 P-L) là một tiểu hành tinh vành đai chính được Cornelis Johannes van Houten và Ingrid van Houten-Groeneveld phát hiện vào ngày 24 tháng 9 năm 1960 tại Leiden, trên Đài thiên văn Palomar.